# Vinoř
Vinoř (deutsch Winor) ist eine Katastralgemeinde sowie ein Stadtteil (Praha-Vinoř) am nordöstlichen Rand der tschechischen Hauptstadt Prag und gehört zum Verwaltungsbezirk Prag 19 (Kbely).

## Geschichte
Vinoř wurde erstmals im Jahr 1088 in einer Urkunde von König Vratislav II. erwähnt.

## Sehenswürdigkeiten
- Das Schloss Vinoř wurde von František Maxmilián Kaňka, dem Hofarchitekten derer von Černín, erbaut.
- Die Kreuzerhöhungskirche, ein ursprünglich romanischer Bau, wurde in den Jahren 1727–1728 ebenfalls von Kaňka barockisiert. Auf dem Platz vor der Kirche befindet sich eine Statue des Hl. Johann von Nepomuk von Ignaz Franz Platzer (1755). Im Pfarrhaus traf sich im Jahr 1948 eine Gruppe von Widerstandskämpfern gegen die kommunistische Machtübernahme: Milada Horáková, Josef Nestával, Zdeněk Peška, Vojta Beneš und Augustin Holík.
- Schloss Ctěnice
- Naturdenkmal Vinořský park

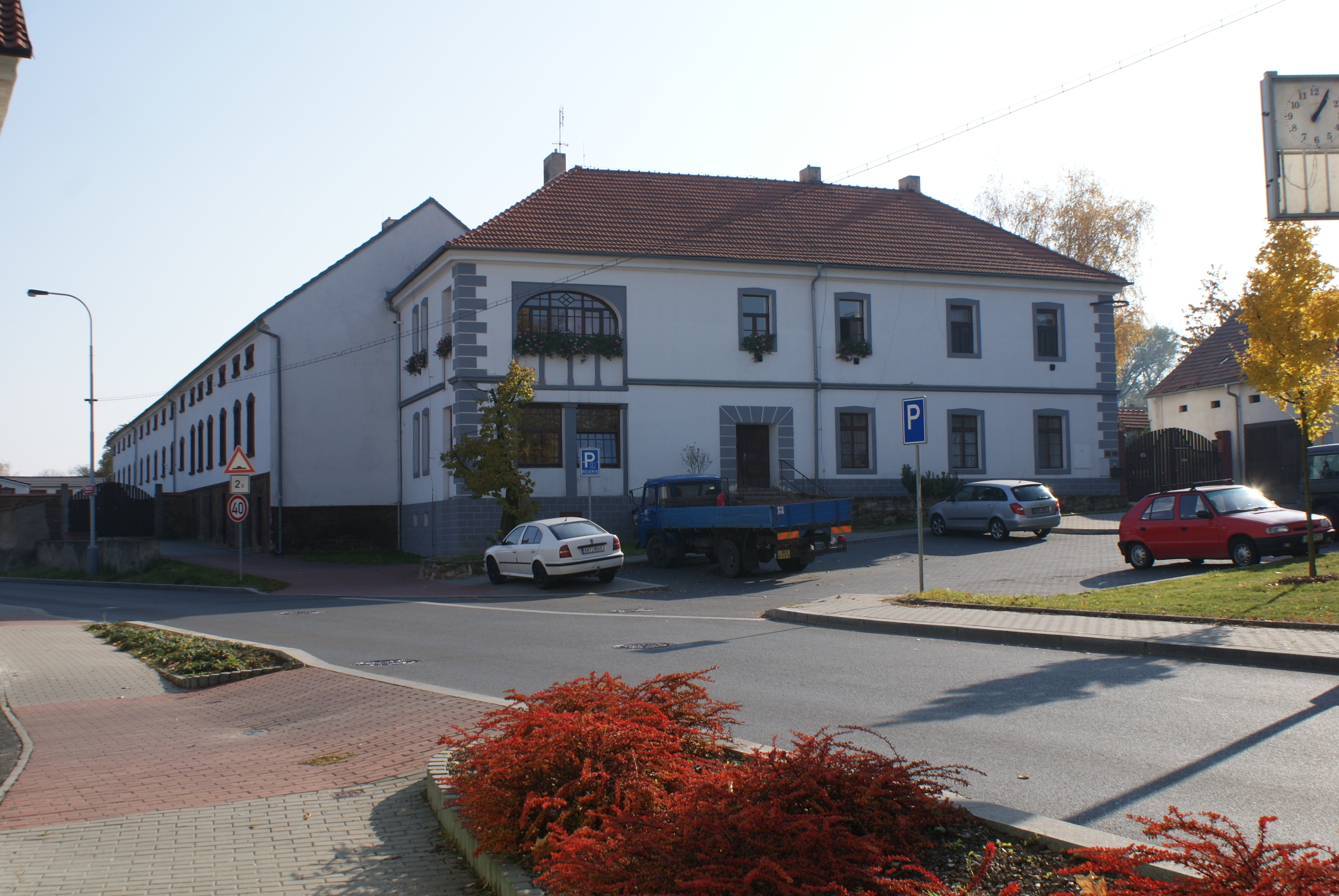
Hauptplatz
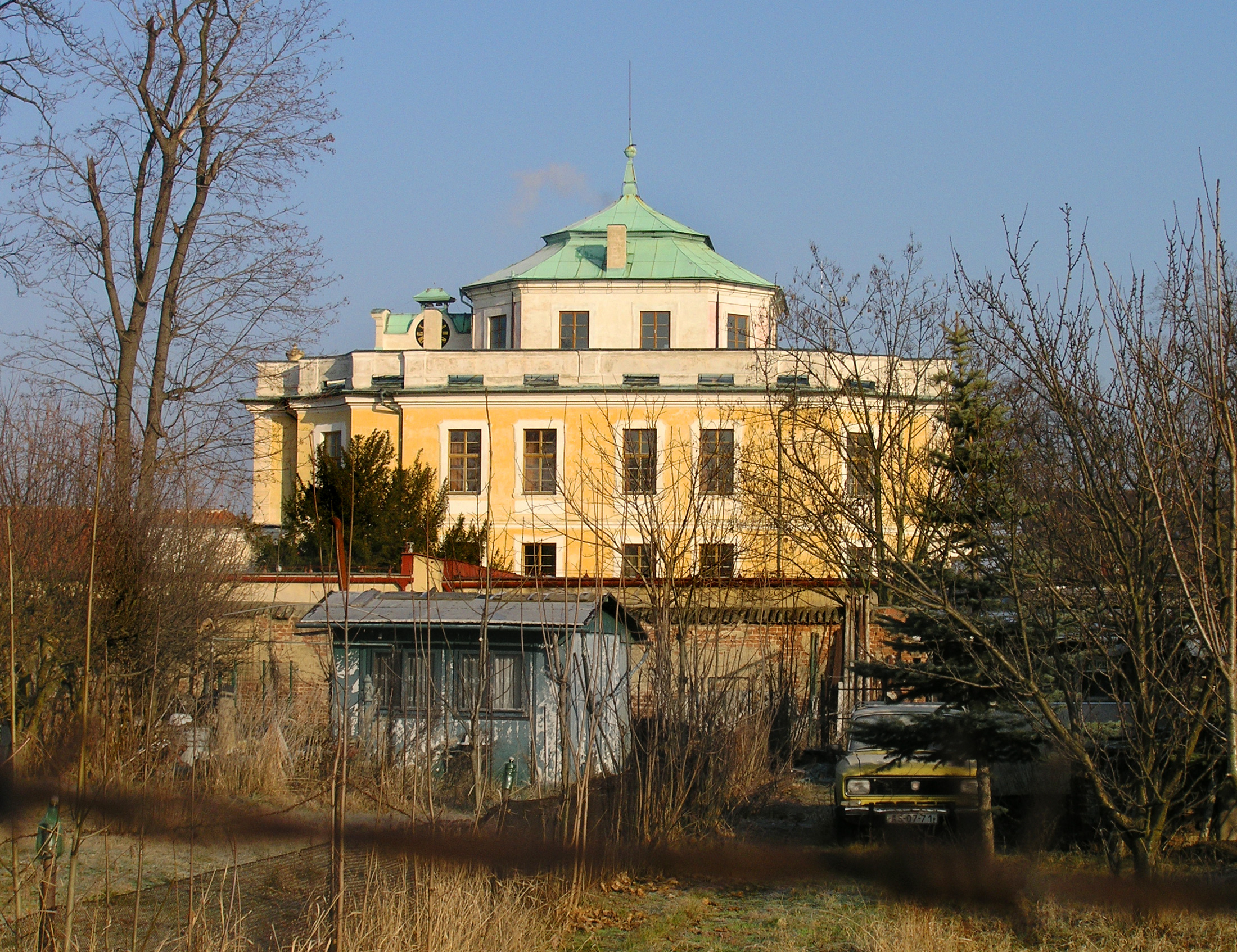
Schloss Vinoř
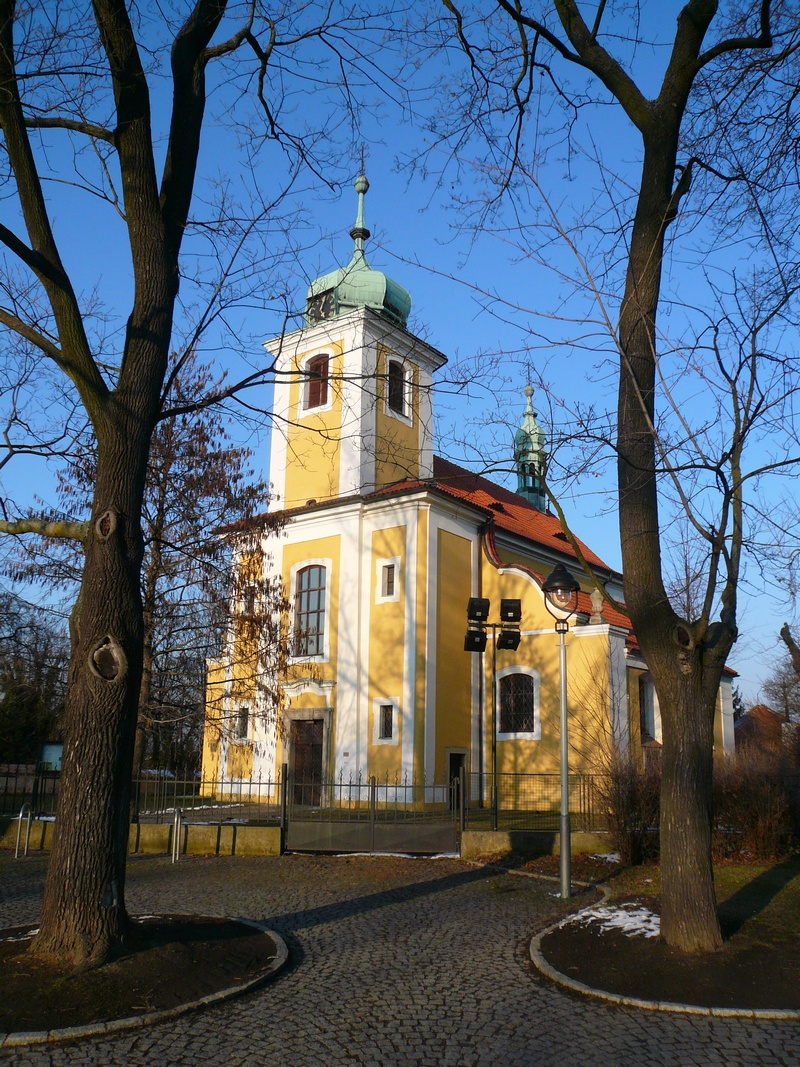
Kirche
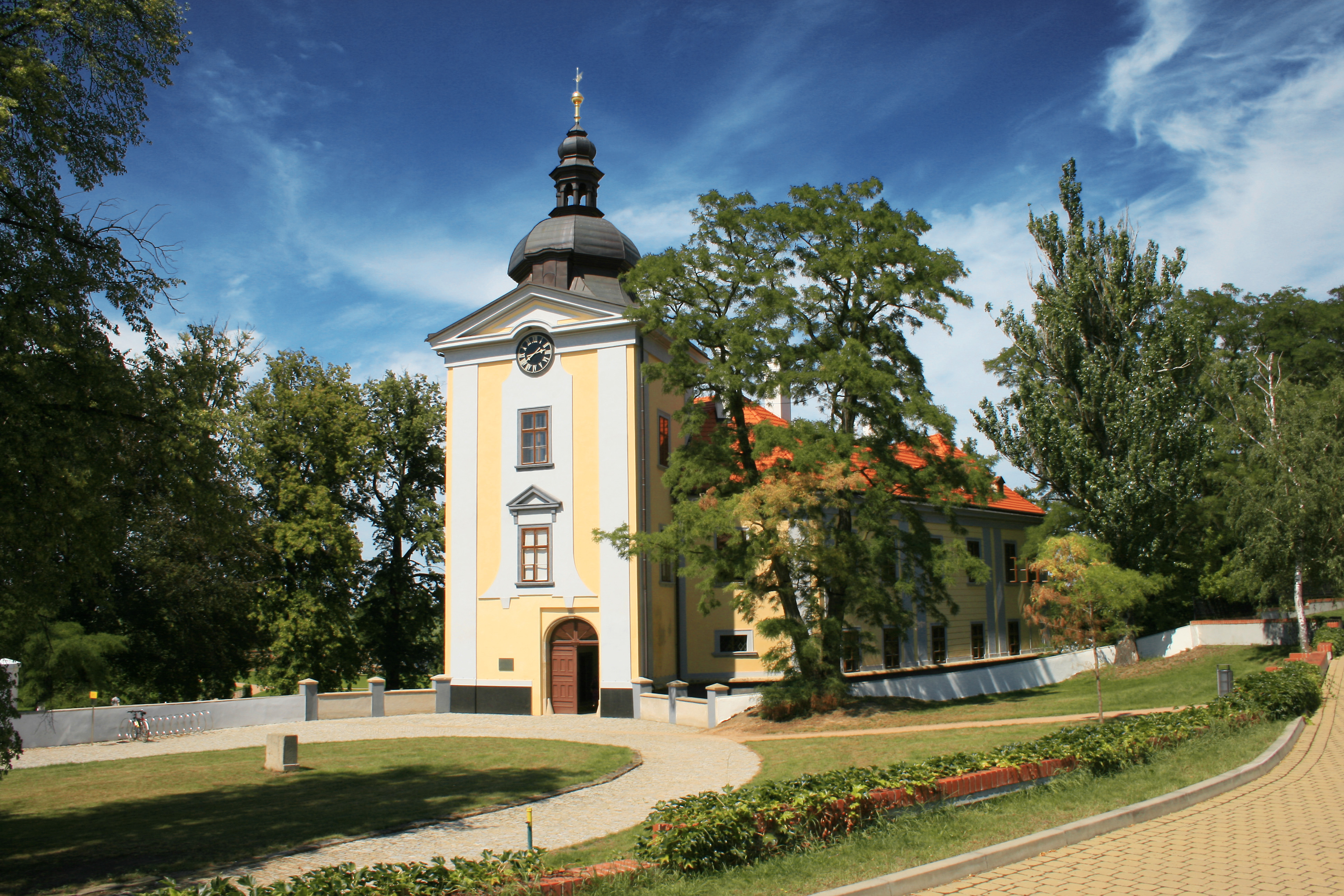
Ctěnice
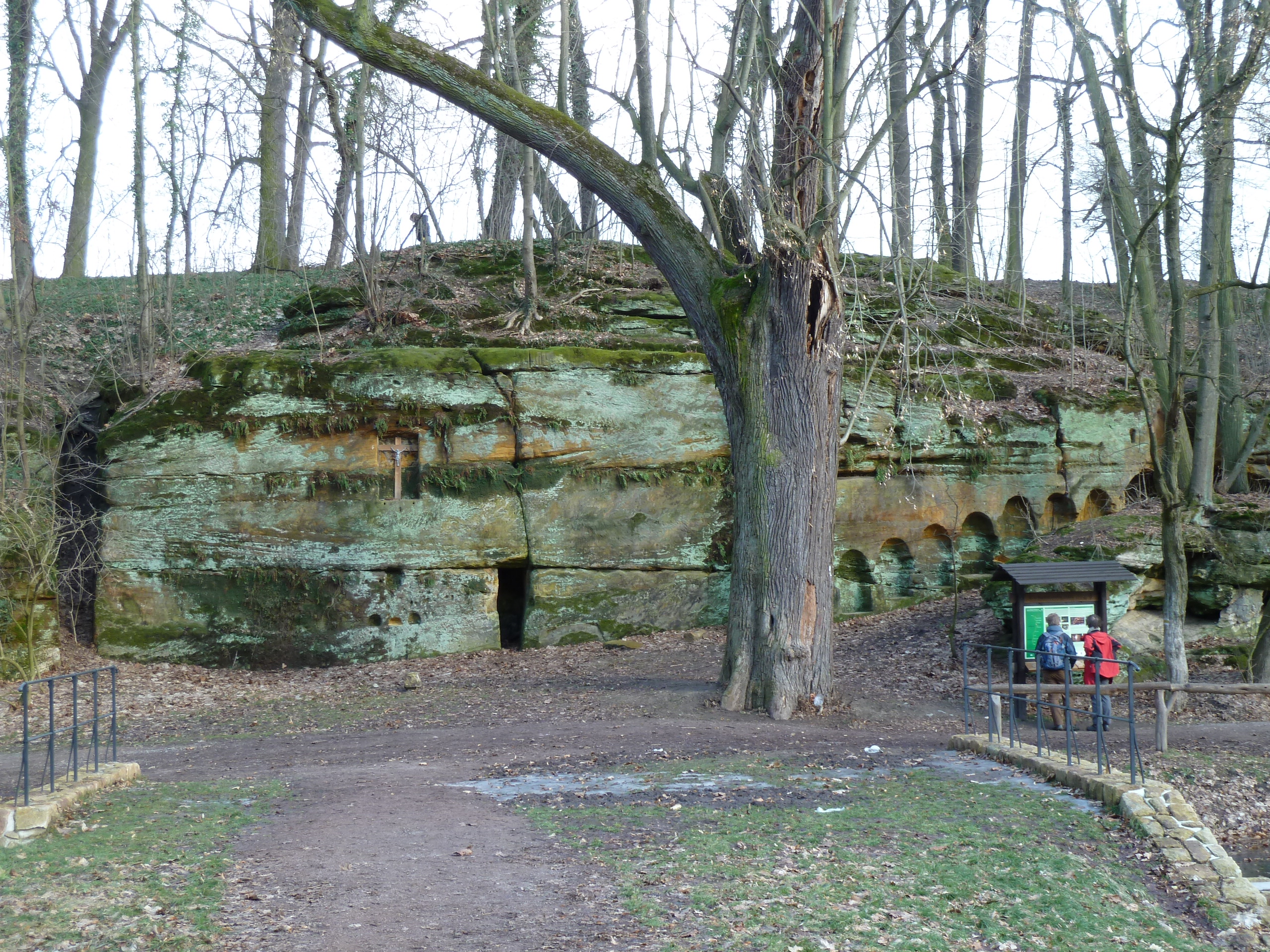
Der „Steinerne Tisch“ im Vinořský park